# 山中利夫
山中 利夫（やまなか としお、1949年7月11日 - ）は、大阪府岸和田市出身 の元騎手（地方・春木→大井→名古屋→紀三井寺→金沢所属）。
地方で60歳を過ぎても現役を続け、2012年に日本国内の最年長騎乗記録及び勝利記録（共に当時）を更新した後に引退した。

## 来歴
生家の近くに春木競馬場があり、父は同場の馬主で、近所の親戚にも馬主が何人かいた。18歳離れた兄は大阪競馬場の騎手で、小学生の頃には、母に連れられて大阪に兄の応援にも行った。
1959年に大阪競馬場が廃止になると、兄は春木に移って調教師となり、中学生になった山中は、休日には兄の厩舎に行って攻め馬などを手伝うようになる。
当然騎手にも憧れたが、体重が重かったため中学卒業後はワイヤーロープを扱う大会社に就職。入社3ヶ月ほど経った頃、重い道具を足の上に落として複雑骨折。安全靴を履いていなかったら足がちぎれていたのではというほどの大怪我で会社を辞め、家に戻ったが、「トシ、何してんや。競馬場来いや。別に騎手にならんでも、なんぼでも仕事あるやないか」と、再び兄に呼ばれた。装蹄師にでもなればということで競馬場に戻ったが、幸いにも体重が増えていなかったことで再び騎手を目指す。
1967年  4月に17歳でデビューし、同9日の春木第6競走・ミキノタカラ（7頭中4着）で初騎乗を果たすと、15日の春木第1競走・ケーブルホマレで初勝利を挙げた。
1年目の同年は58勝 を挙げるが、同じ厩舎の兄弟子には、後に福山に移籍して日本国内の最年長騎乗記録及び勝利記録を作る津曲照男がいた。
4年目の1970年には185勝を挙げ、早くも春木のリーディングとなった。1972年に2度目のリーディングとなったが、春木は1974年3月に廃止。常にリーディング上位で活躍していた山中は大井・鈴木冨士雄厩舎へ移籍したが、当時は移籍しても4〜5ヶ月は乗れない規定があった。騎手会長であった高橋三郎は「山中、俺がなんとか早く乗れるようにしてやるから、辛抱せい」と言ってくれたが、実戦に騎乗することなく2ヶ月ほどで大井を去った。
その後は名古屋 で2年ほど騎乗し、騎手を辞めるつもりで、騎手免許を名古屋に置いたまま大阪に戻ってしまうが、今度は春木から紀三井寺に移っていた調教師からの誘いがあり、紀三井寺で騎乗  。
紀三井寺でも移籍した年にリーディングになったが、春木時代の騎手で、金沢で調教師になっていた喜多壽に声をかけられ、1979年 12月14日に金沢へ移籍。
1980年から騎乗を始め、移籍初日には2鞍に騎乗して6着、3着に終わり、主催者に呼ばれて「しっかり乗ってもらわんと困る」と注意を受けた。移籍2日目には初戦で3着のあと、アラブの重賞・石川テレビ杯で、春木時代の親戚筋が所有しているセンジユウポープというあまり人気がない馬に騎乗。そのレースには断然人気で誰もが勝つだろうという馬が出走していたが、山中のセンジユウポープは、ゴール前でその馬を差し切って見せた。移籍後の初勝利が伏兵での重賞制覇で、次の開催からは沢山の騎乗依頼が来るようになった。紀三井寺在籍時に結婚した妻は、金沢に来てから「お父ちゃん、騎手ってこんなに儲かるんか」と驚いた。
1985年には1500勝を達成し、重賞3勝  を含む85勝を挙げ、金沢でもリーディングを獲得 。
1989年にはシズヒロセイコーで第1回AGIアラブチャレンジカップを制し、1992年5月31日に通算2000勝を達成。
1993年にはトウホーパンチ、1994年にはスターロードに騎乗し、北陸三県畜産会長賞を連覇。
1996年には中央から移籍したエスエムファイヤーで中京スポーツ賞 、ローゼンホーマ産駒ダイシンホーマで兼六賞・ことじ賞を制覇し、MRO金賞ではエビスライトオーでウットマンや中央準OP馬2頭に先着する5着に入った。
1998年にはヤマミダイオーで菊桜特別ほくてつ賞を人気に応えて制すと 、アラブグランプリでは同年に年度代表馬となるアイカンセンプーや前年の年度代表馬ハリマイーグルを抑えて重賞を連勝し、開設50周年記念タマツバキ記念では8番人気ながらニホンカイユーノス・ケイエスヨシゼンの兵庫勢に割って入る2着
と健闘。石川テレビ杯ではブルーホークでアイカンセンプー・ハリマイーグルを抑えて優勝。
1999年には7月6日に金沢では2人目、全国で21人目、現役で11人目（共に当時）の偉業となる通算2500勝 を達成。シュウタイセイで第1回兼六園ジュニアカップでレジェンドハンター（笠松）の2着に入り、サラブレッド3歳優駿、明けて2000年のサラブレッドヤングチャンピオンと重賞を連勝。北日本新聞杯も制し、日本海ダービーでは2着に敗れたが、同馬には笠松に移籍するまで全レースの手綱を取った。
1999年にはハクバオージャ、2000年にはトライバルセンプー産駒ハヤテサンダーに騎乗し、ことじ賞を連覇。
2000年にはニホンピロウイナー産駒エーブジャパンであすなろ賞を制し、2001年にはカイキョウフブキでサラブレッドフレッシュカップ、エステイヒーローで黒百合賞スポーツニッポン杯を制している。
2003年8月には金沢競馬移転30周年記念で2連勝し、北島三郎と共に表彰台に上がるなど、相変わらずの大舞台での強さを見せた。
2005年には岡部幸雄の引退により日本国内の現役最年長騎手となり、中日杯ではサクラローレル産駒タフネスゴールドに騎乗し、中団追走から直線入り口で後続との差を一気に広げて重賞初勝利に導く。
55歳の時に1度だけ調教師試験を受けて落ちたため騎手を続けていたが、59〜60歳の頃から津曲の記録を意識し始める。
2011年6月5日の金沢第10競走初夏の兼六園特別・トワイニングイモン（10頭中9着）で津曲が持っていた日本国内の最年長騎乗記録（61歳10ヶ月21日）を更新し、同年12月には日本プロスポーツ大賞功労賞を受賞。
2012年5月6日には金沢第1競走東日本大震災復興支援でブライアンズメテオに騎乗して1着となり、津曲が保持していた地方騎手史上最年長勝利記録も更新した  。
2012年7月13日には同15日の金沢第1競走の騎乗を最後に現役を引退することが発表され、その最終レースは最年長勝利時と同じブライアンズメテオに騎乗し10着に終わった。
引退後の2013年2月7日にはNARグランプリ特別賞を受賞。

## 主な騎乗馬
紀三井寺
- カミボシ（1977年葵特別）[50]
- アイイチクイン（1977年はまゆう特別）[51]
- ヌタツプエース（1977年とらふす特別）[52]
- シルバーピース（1978年竹垣特別）[53]

金沢
- センジユウポープ（1980年石川テレビ杯）[1]
- ゴールデンサカエ（1980年北國王冠）
- カガコトブキ（1980年兼六賞）
- マルセンイチバン（1981年菊桜賞）
- スターフライト（1982年MRO金賞・百万石賞）
- イナフロイド（1983年菊桜賞）
- カツオーザ（1983年中日スポーツ賞）
- マイテイダイナ（1983年いぬ鷲賞）
- エイユウタカラ（1985年農林水産大臣賞典・北國アラブチャンピオン）
- サンダイオー（1985年サラブレッド大賞典）
- リユウライヒ（1987年中京スポーツ賞・北國アラブチャンピオン）
- ワイビーセンプウ（1987年アラブ大賞典）
- ミラクルスキー（1988年MRO金賞）
- シズヒロセイコー（1989年AGIアラブチャレンジカップ）
- テツノオージヤー（1990年中日スポーツ賞）
- サクラジヨージ（1990年北國王冠）
- トウホーパンチ（1993年北陸三県畜産会長賞）
- スターロード（1994年北陸三県畜産会長賞）
- ヒカルカンサイ（1996年アラブグランプリ）
- エスエムファイヤー（1996年中京スポーツ賞）
- ダイシンホーマ（1996年兼六賞・ことじ賞）
- ハヤテマサリュウ（1997年農協牛乳杯）
- フジノジーニャス（1997年サラブレッド大賞典）
- ヤマミダイオー（1998年菊桜特別ほくてつ賞・アラブグランプリ）
- ブルーホーク（1998年石川テレビ杯）
- ハクバオージャ（1999年ことじ賞）
- シュウタイセイ（1999年サラブレッド3歳優駿、2000年サラブレッドヤングチャンピオン, 北日本新聞杯）
- エーブジャパン（2000年あすなろ賞）
- ハヤテサンダー（2000年ことじ賞）
- エステイヒーロー（2001年黒百合賞）
- カイキョウフブキ（2001年サラブレッドフレッシュカップ）
- タフネスゴールド（2005年中日杯）